# Окуф
Окуф (на гръцки: Λυκόφως, Ликофос) е село в Западна Тракия, Гърция в дем Софлу с 630 жители (2001).

## География
Селото е разположено на осем километра южно от Софлу на десния бряг на река Марица.

## История
В XIX век Окуф е българско село във Ференската кааза в Одринския вилает на Османската империя. Според „Етнография на вилаетите Адрианопол, Монастир и Салоника“, издадена в Константинопол в 1878 година и отразяваща статистиката на населението от 1873 година, Окуф (Oucouf) има 60 домакинства и 348 жители българи.
Според статистиката на професор Любомир Милетич в 1912 година в селото има 125 екзархийски български семейства.
При избухването на Балканската война в 1912 година 3 души от Дервент са доброволци в Македоно-одринското опълчение. В 1912 г. селото заедно с цяла Беломорска Тракия става се присъединява към България
Само за година след като Беломорието става част от България до средата на ноември 1914 г. български инженерни бригади изработват първият регулационен план и прилагат върху терена уличната и дворната регулация на селото. В 1920 г. територията е дадена от Антантата на Гърция. 21 години по-късно, на 20 април 1941 г., българският суверенитет е възстановен, но с мирния договор от 1947 г. Гърция получава пак територията.

## Личности
Родени в Окуф
- Атанас Стаматев (1879 – ?), македоно-одрински опълченец, четата на Апостол Дограмаджиев[5]
- Петър Чапкънов (1884 – ?), български революционер
- Слави Стайков Стайков (1919 – 1944), български военен деец, поручик, загинал през Втората световна война[6]
- Стамо Урумов, български революционер

Починали в Окуф
- Бойко Чавдаров (1880 – 1908), революционер от ВМОРО